# Bollmannia boqueronensis
Bollmannia boqueronensis är en fiskart som beskrevs av Barton Warren Evermann och Marsh, 1899. Bollmannia boqueronensis ingår i släktet Bollmannia och familjen smörbultsfiskar. Inga underarter finns listade.